# Slovjanoserbsk
Slovjanoserbsk (ukrajinsky Слов'яносербськ; rusky Славяносербск – Slavjanoserbsk) je sídlo městského typu v Luhanské oblasti na Ukrajině. Leží na pravém břehu Severního Doňce v Donbasu ve vzdálenosti 32 kilometrů na severozápad od Luhanska, správního střediska celé oblasti. Nejbližší nádraží je Zymohirja 15 kilometrů na jih. V roce 2013 žilo v Slovjanoserbsku přes sedm tisíc obyvatel.

## Dějiny
Slovjanoserbsk byl založen v roce 1753 pod jménem Podgornoje (rusky Подгорное) srbskými kolonisty a jako vojenské sídlo na obranu hranic proti Turkům a Tatarům se stal jedním ze středisek Slovanosrbska (Slavjanoserbije).
V roce 1784 byl povýšen na město a přejmenován na Doněckoje (Донецкое). V roce 1817 dostal jméno Slavjanoserbskoje (Славяносербское). V roce 1883 ztratil status města a v roce 1960 se stal sídlem městského typu.
Od roku 2014 se nachází v části Donbasu kontrolované Novým Ruskem.